# 복사기

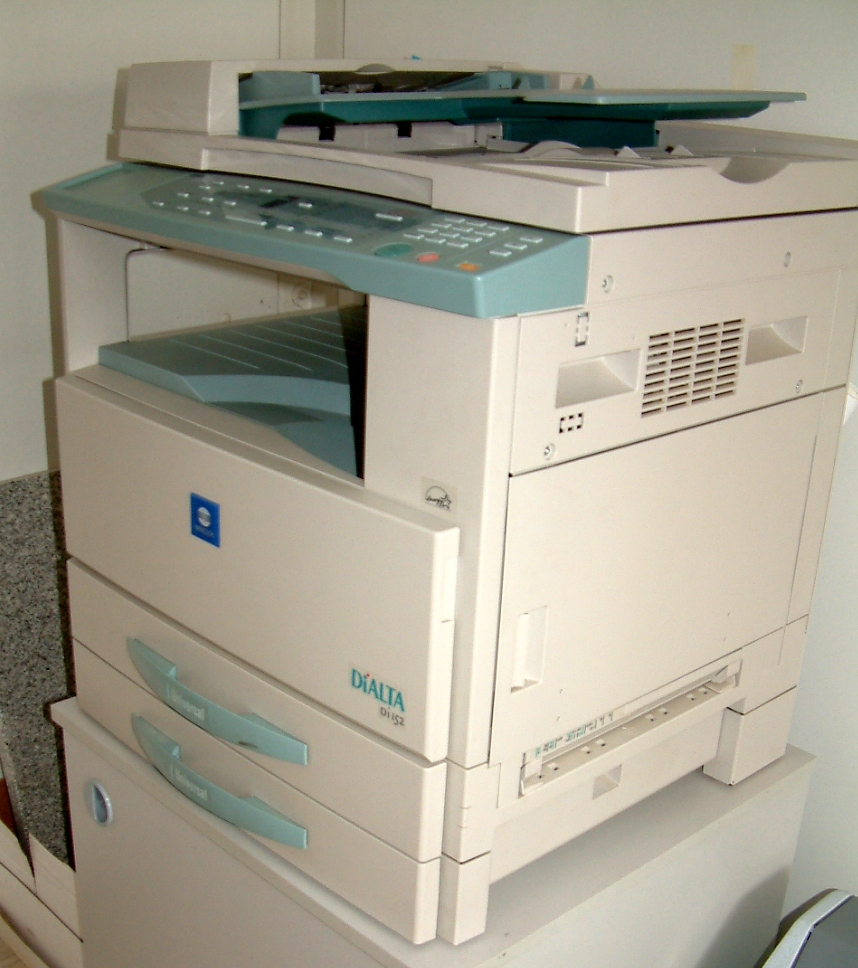
PPC 복사기

복사기(複寫機, Xerox machine, photocopier or copy machine)는 화학적인 반응과 레이저를 이용하여 그림이나 문서를 인쇄하는 기계를 말한다. 학교와 직장, 관공서에서 많이 사용하고 있기 때문에 등사기, 프린터와 더불어 사무용 기기에 널리 이용되고 있다. 2000년대에 들어 사업용 복사기는 대부분 디지털 방식으로 전환되었다. 또한 개인용 컴퓨터, 네트워크의 보급과 더불어 복사기, 프린터, 팩시밀리, 이미지 스캐너 등의 각종 기능이 통합된 디지털 복합기가 출시되기도 하였다. 이러한 복합기의 경우 LAN을 경유하는 기능이 추가된 모델이 많이 있다. 한국에서는 신도리코, 삼성전자, 캐논, 후지 제록스 등에서 출시된 것이 많다. 최근에는 컬러 복사기가 개발되어 흑백으로 인쇄되던 것이 이제는 다양한 색채로 출력할 수 있게 되었다.

## 역사

### 컬러 복사기
컬러 토너는 1950년대에 이용이 가능하게 되었으나, 완전색 복사기는 3M이 컬러-인-컬러(Color-in-Color) 복사기를 1968년에 출시하기 전까지 상업적으로 이용이 불가능했다. 이 복사기는 전통적인 정전식 기술이 아닌 염료 승화 공정을 사용하였다. 최초의 정전식 컬러 복사기는 제록스(6500)가 1973년에 출시하였다.

## 복사기의 원리
1. 충전(대전): 원통형 드럼 표면은 고압선이나 충전 롤러를 통해 정전기적 충전을 받는다. 드럼은 광전도성 물질로 코팅되어 있다.
2. 노출(노광): 밝은 램프가 원래의 문서에 빛을 뿌리고 원래 문서의 흰 영역은 정전기적 드럼의 표면으로 빛을 반사시킨다.
3. 현상: 토너가 드럼에 화상으로 달라 붙는다.
4. 전사: 드럼 표면의 화상이 드럼에서 종이로 이동된다. 또한 종이가 떨어지는 분리라는 과정이 있다.
5. 분리하여 녹이기(정착): 토너가 녹아서 종이에 높은 열과 높은 압력의 롤러로 결합된다. 종이가 정착되는 과정은 드럼에서 전송된 이후에 이루어지고 토너가 붙은 종이가 배지대로 나오게 된다.
6. 깨끗하게 하기(클리닝): 드럼이 고무판으로 깨끗하게 된다.
7. 제전: 다시 이러한 과정을 시작하기 전에 빛에 의해 완전히 충전을 해제한다.

## 같이 보기
- 인쇄
- 복합기
- 프린터

## 참고 문헌
- R. Schaffert: Electrophotography. Focal Press, 1975
- Owen, David (August 2004). 《Copies in Seconds : How a Lone Inventor and an Unknown Company Created the Biggest Communication Breakthrough Since Gutenberg: Chester Carlson and the Birth of the Xerox Machine》. New York: Simon & Schuster. ISBN 0-7432-5117-2.